# Prophaethon
A Prophaethon a madarak (Aves) osztályának trópusimadár-alakúak (Phaethontiformes) rendjébe, ezen belül a fosszilis Prophaethontidae családjába tartozó típusnem.
Korábban a kutatók még nem tudták, hogy ez a madár melyik rendbe tartozik-e, a gödényalakúakéba (Pelecaniformes) vagy a trópusimadár-alakúakéba (Phaethontiformes). Manapság a legtöbben elfogadják az utóbbiba való besorolását.

## Tudnivalók
A fosszilis Prophaethon tengeri madár volt, amely az eocén korhoz tartozó ypresi korszak idején élt, ezelőtt 56-49 millió évvel. Ebből az ősmadárból eddig csak egy maradvány került elő; annak is csak a koponyája és néhány végtagcsontja. Ezt a maradványt az angliai Sheppey-szigeten levő London Agyag-formációban találták meg. Az Amerikai Egyesült Államokhoz tartozó Maryland államban is kaptak egy hasonló maradványt; ez a késő paleocénban élt, de még nem lehet bebizonyítani, hogy rokon a szóban forgó madárral.
Ebből a madárnemből eddig, csak egy faj, a Prophaethon shrubsolei Andrews, 1899 került elő. A madár nemének a neve, a trópusimadár-félékkel (Phaethontidae) való rokonságára utal.

## Fordítás
- Ez a szócikk részben vagy egészben  a   Prophaethon című angol Wikipédia-szócikk ezen változatának fordításán alapul.  Az eredeti cikk szerkesztőit annak laptörténete sorolja fel. Ez a jelzés csupán a megfogalmazás eredetét és a szerzői jogokat jelzi, nem szolgál a cikkben szereplő információk forrásmegjelöléseként.